# Korngryn

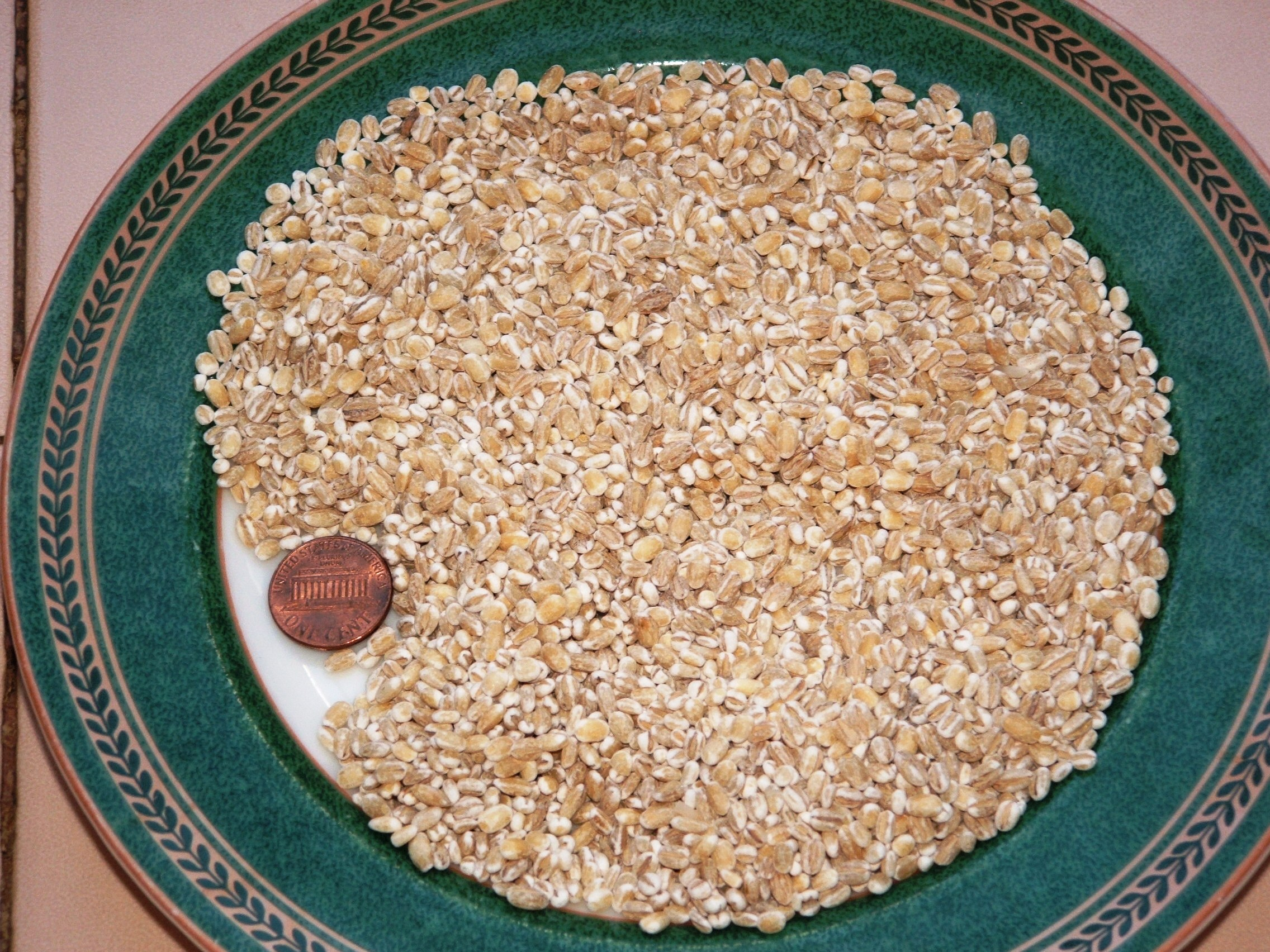
Korngryn

Korngryn är klippta bitar av korn. Klippningen går till så att sädeskornen får gå mellan två valsar vilka består av tunna skivor på rad som liksom en sax klipper av sädeskornet.
Korngryn används bland annat i grynkorv, isterband och pölsa.
En variant av korngryn som bearbetats så att enbart den innersta delen av kornet används kallas för pärlgryn, pärlkorn eller kornris.